# Kraljevski botanički vrtovi u Kjuu
Kraljevski botanički vrtovi u Kjuu ili Kjuski vrtovi obuhvataju 121 hektar vrtova i botaničkih staklenika između Ričmonda i Kjua u jugozapadnom Londonu, otvoreni 1759. godine. U njegovom sastavu je i palata Vejkherst s vrtovima u Saseksu. To je međunarodni botanički istraživački centar i obrazovna institucija u kojoj radi više od 700 ljudi. Nju godišnje poseti oko dva miliona turista i ostvaruje prihod od 56 miliona funti godišnje.
Direktor Kraljevskih botaničkih vrtova je Ričard Deverel. On je odgovoran za najveću svetsku kolekciju živih biljaka sa više od 30.000 primeraka i najveći herbarijum na svetu sa preko sedam miliona primeraka. Biblioteka Kjuskih vrtova poseduje više od 750.000 svesaka i više od 175.000 ilustracija i crteža biljaka. Vrtovi su smešteni na otvorenom pejzažu od svetskog značaja i u 37 zgrada koje su sve britanski spomenici kulture. Od 2003. godine upisani su na UNESKO-v popis mesta svetske baštine u Evropi zbog njegovog značaja i neprekinutog doprinosa proučavanju biljne raznolikosti i ekonomične botanike u istorijskom pejzažu.

## Istorija
Kjuske vrtove je kao egzotični park započeo Lord Kejpl Džon od Tjuksburija 1759. godine, a proširila ih je Avgusta Dovager, britanska princeza i udovica princa Fridrika za koga je Vilijam Čambers 1761. godine izgradio kinesku pagodu koja i danas stoji u parku. Kralj Džordž III je uz pomoć Vilijama Ajtona i Džozefa Banksa obogatio vrtove, koji je kupio i susednu "Holandsku kuću" 1781. godine kako bi posluzila kao vrtić za kraljevsku decu. Danas je poznata kao palata Kju.
Kolekcija vrta je rasla neravnomerno do ustoličenja njenog prvog advokata, Fransisa Mejsona 1771. godine. God. 1840. vrtovi su službeno postali Državni botanički vrtovi, a za vreme advokata Vilijama Hokera, njihova površina je povećana na 30 hektara, uključujući i arboretum koji je imao 109 hektara.
Kuću palmi je izgradio Decimus Barton od 1844. do 1848. godine kao prvu veliku građevinu metalne konstrukcije na svetu. Sve staklene ploče na njoj su ručni rad. Umerena kuća, koja je duplo veća od Kuće palmi, je izgrađena u 19. veku i danas je najveći viktorijanski staklenik.
Ovde je u 19. veku prvi put promovisano gajenje drveta gume izvan Južne Amerike. Februara 1913. godine Kuća čaja je izgorela nakon što su je zapalile sufražetkinje Oliv Vari i Lilijan Lenton tokom njihovih vandalizama u Londonu.
Oktobra 1987. Kju vrtovi su izgubili stotine stabala tokom velike oluje. Juna 2003. godine postali su UNESKO-va svetska baština.

## Odlike

### Profesionalne ustanove
- Herbarijum u Kjuu je najveći na svetu s oko 7 miliona primeraka, posebno tropskih, koji se koriste u taksonomskim proučavanjima.[3]
- Banka semena je u sklopu konzervatorskog projekta "Milenijumska banka semena" (Saseks) kojom žele da zaštite biljke od istrebljenja.
- Biblioteka i arhiv u Kjuu je jedna od najvećih botaničkih kolekcija u svetu s preko milion predmeta, uključujući knjige, botaničke ilustracije, fotografije, pisma, rukopisi, periodni sistemi i karte. U Biblioteci Jodrel smeštena je biblioteka Ekonomske botanike i mikologije.
- Forenzička hortikultura je oblik pomaganja botaničkog vrta policijskom istraživanju.
- Ekonomska botanika je laboratorija koja se bavi održivom upotrebom i gajenjem biljaka u Ujedinjenom Kraljevstvu, ali i drugim svetkim područjima. On sadrži više od 90.000 botaničkog materijala i etnografskih eksponata koji su izloženi u Muzeju br. 1.

### Atrakcije
- Alpska kuća (2006) ima automatske senke koje sprečavaju njeno pregrevanje i sistem prirodne ventilacije ( cevi koje se hlade tako što su zakopane na dubinu konstantne temperature) koji uvek uduvava svež hladan vazduh potreban za planinsko bilje.
- Čokušii-Mon je kopija karamona (samostojećeg portala) japanskog hrama Niši Hongan-dži (Kjoto) izgrađen za japansku izložbu 1910. godine.
- Brdo komposta je najveće na svetu a čine ga ostaci biljaka iz Kjuskih vrtova i đubrivo iz obližnje konjušnice.
- Perivoji kroz vrtove služe za organizovane obilaske koji su besplatni svaki dan od 11 do 14 sati. Kjuvski Explorer je usluga tramvaja na plinski pogon (kako bi se minimalizovalo zagađenje) sa 72 sedišta koji kruži kroz vrtove, s vozačem i vodičem.
- Palata Kju je najmanja britanska kraljevska palata iz 1631. godine u holandskom stilu. Pozadi se nalazi Kraljičin vrt u kojem se uzgajaju samo biljke koje su bile u Ujedinjenom Kraljevstvu u 17. veku i medicinsko bilje..
- Kuća Minka je japanska drvena kuća iz 1900. godine, izvorno sagrađena u predgrađu Okazakija u Japanu, te rastavljena i 2001. premeštena u Kju, i opremljena 2006. godine.
- Galerija Marijan Nort iz 1880-ih sadrži 832 slike Marijane Nort koja je putujući Amerikama i Azijom slikala biljke.
- Muzej br. 1. je iz 1857. (Decimus Barton) uz Kuću palmi i prikazuje eksponente koji ilustruju ljudsku zavisnost o biljkama, uključujući alatke, odeću, hranu i lekove. Gornji spratovi su obrazovni centar.
- Staklena bašta Neš u neoklasicističkom stilu iz 1836. godine sadrži izložbu fotografija.
- Oranžerija ( Vilijam Čembers) iz 1761. godine ima prečnik 28 x 10 m i danas je restoran.
- Pagoda iz 1762. godine (Vilijam Čembers) je kopija kineske pagode Ta i ima deset osmougaonih podova koji se sužavaju ka vrhu, a svaki sprat ima karakteristične kineske krovove. Visoka je 50 metara, a u prizemlju je prečnika od 15 m.
- Dijanina staklena bašta je treća najveća i napravljena je 1987. godine pod pokroviteljstvom princeze Dijane i ima deset kompjuterski kontrolisanih mikro-klimatskih zona s primercima biljaka iz suvih i vlažnih tropa (npr. orhideje, kaktusi i mesožderke).
- Brvnara kraljice Šarlote iz 18. veka je bila venčani poklon kralja Đure III.
- Rizotron (2008) je prostorija s bronzanim reljefom drveta na kome su LCD zasloni koji pokazuju posetiocima šta se događa s biljkama ispod tla.
- Sakler prelaz (Buro Hapold i Džon Pavson) od granita i bronze iz 2006. godine prelazi preko jezera.
- Galerija Širli Šervud iz 2008. godine je galerija botaničke umetnosti kolekcije Dr. Širli Šervud.
- Umerena kuća iz 19. veka je najveći viktorijanski staklenik, a sadrži biljke iz umerene klime širom sveta.
- Iksstrata (2008) je šetalište iznad krošanja koje svojom visinom od 18 metara i dužinom od 200 m pruža posetiocima nesvakidašnji pogled na vrhove krošanja[4]. Ima i stepenište i lift, kao i pod koji je napravljen od metala koji se savija pod težinom posetilaca.
- Kuća lopoca je najvlažniji i najtopliji staklenik u Kjuu, a sadrži veliku kolekciju biljaka iz toplih krajeva.

- Alspka kuća
- Čokuši-Mon
- Kuća minka
- Konzervatorijum Neš
- Dijanin konzervatorijum
- Brvnara kraljice Šarlote
- Kju Rizotron
- Šetalište iznad krošanja

### Kolekcije biljaka
- Vodeni vrt iz 1909. godine sadrži kolekciju vodenih i priobalnih biljaka sa velikim središnjim i manjim bazenima.
- Arboretum prekriva polovinu botaničkih vrtova, a ima više od 14.000 stabala sa više hiljada vrsta drveća.
- Travnati vrt iz 1980-ih ima eksponate ukrasnih i ekonomskih travnjaka sa više od 580 vrsta trava.
- Park Herbejšs (1860-ih) je park u kome studenti uče da razlikuju biljke koje su poređane po vrstama i rodovima.
- Vrt ruža se nalazi iza Kuće palmi.

Ostale kolekcije i specijalizovana područja parka posvećena su ovim biljkama: bonsai, rodendron, azaleja, bambus, juniper, berberis del, ljiljani, magnolija i paprati.

## Spoljašnje veze
- Službena stranica Архивирано на веб-сајту  (23. децембар 1996)
- BBC A Year at Kew - dokumentarni film
- Explore Kew Gardens Virtualni obilazak s panoramom od 360°, mini filmovima i kartama